# La mujer de los perros
La mujer de los perros és una pel·lícula dramàtica argentina de 2015 dirigida per Laura Citarella i Verónica Llinás.

## Trama
Una dona de mitjana edat ha decidit viure als afores de la ciutat de Buenos Aires, envoltada d'un grup de gossos com a única companyia. És una persona solitària i silenciosa de ls que no se'n sap gairebé res, tan sols que ha volgut trencar amb el seu passat i que no pensa en el futur.

## Repartiment
- Verónica Llinás com La dona.
- Juliana Muras com a Metgessa.
- Germán de Silva com Gaucho.
- Juana Zalazar com Amiga.

## Premis i nominacions
| Premi                                                          | Categoria     | Nominat         | Resultat  |
| -------------------------------------------------------------- | ------------- | --------------- | --------- |
| Premis Cóndor de Plata 2016                                    | Millor actriu | Verónica Llinás | Nominat   |
| Buenos Aires Festival Internacional de Cinema Independent 2015 | Millor actriu | Verónica Llinás | Guanyador |